# Каменица (фестиваль)
Каменица (бел. Камяніца) — белорусский фестиваль фольклорной музыки на открытом воздухе. Проводится с 2009 года в музее белорусской народной архитектуры и быта.

## О фестивале
Первый координатор фестиваля Сергей Чегринец, впоследствии его функции принял на себя Олег Пашек. Фестиваль является благотворительным: все вырученные средства идут на нужды музея, в котором проходит фестиваль.

## Место проведения фестиваля
«Белорусский государственный музей народной архитектуры и быта» (пос. Озерцо, Минский район, Белоруссия). На территории музея собрана коллекция аутентичной белорусской деревянной архитектуры 18-20 веков.

## История

### 2009
В 2009 году фестиваль прошёл 12 сентября.
- Участники: Гаротница, Келих Кола, Джамбибум, Нагуаль.
- Хэдлайнеры фестиваля: Стары Ольса и KRIWI.
- Ведущий: Олег Хоменко

### 2010
В 2010 году фестиваль проходил 4 сентября.
- Участники: GUDA, Рокаш, Этно-трио Троица, Палац, Бифолк, Akana, Бан-Жвирба, Маланка-оркестр.
- Хэдлайнеры фестиваля: Лявон Вольский,
- Ведущий: Олег Хоменко

### 2011
Третий фестиваль «Камяніца» прошёл 3 сентября 2012 года. На фестиваль приехало несколько тысяч зрителей.
- Участники: OSIMIRA, Этно-трио Троица, Testamentum Terrae, Стары Ольса.
- Специальный гость: Олег Скрипка[8].
- Ведущий: Олег Хоменко.

### 2012
Четвёртый фолк-фестиваль «Каменица» прошёл 15 сентября 2012 года. На фестивале было две сцены: Главная сцена и Сцена любительских коллективов.
- Участники: Лицвины, Vuraj, FolkRoll и Настя Некрасова, Pawa, Гаротница, Re1ikt, Irdorath, Silver Sky.
- Специальный гость: Иван Купала
- Ведущий: Олег Хоменко

### 2013
Пятый фолк-фестиваль «Камяніца» состоялся 6-7 сентября 2013 года. Это был двухдневный фестиваль при поддержке Банка БелВЭБ. В первый день состоялась презентация белорусской кухни в исполнении «страунi Камяніца» и «Беларускай Карчмы», на сцене выступали Шума Олег Хоменко и другие. Во второй день на главной сцене фестиваля выступили Стары Ольса (Беларусь) , Guda (Белоруссия) , HVARNA (Беларусь / Россия) , Folknery(Украина) , Orkiestra Sv.Mikolaja (Польша), ДахаБраха (Украина), Палац (Белоруссия). Фестиваль посетило 8 тысяч человек.
Ведущий: Олег Хоменко

### 2014
Шестой фестиваль «Камяніца» прошёл 6 сентября 2014 года. На фестивале работало две сцены. Главная и сцена детских фолклёрных коллективов
- Учасники: Яварына (Белоруссия), Бандурбэнд (Украина), Relikt (Белоруссия), Каролина Циха и Барток Палыга (Польша), Ahmed ma Hlad (Чехия), Троіца (Белоруссия), Kriwi (Белоруссия), Отава Ё (Россия), Shuma (Белоруссия), DJ Олег Скрипка (Украина)

Ведущий: Олег Хоменко

### 2017
В 2017 году девятый фестиваль начал 16 сентября в деревне Озерцо под Минском.